# Директива 2000/36/ЕС
Директива 2000/36/ЕС, также известна как Директива Европейского парламента и Совета Европейского союза 2000/36/ЕС от 23 июня 2000 года «о продуктах, содержащих какао, и шоколадных изделиях, предназначенных для потребления людьми» (англ. Directive 2000/36/EC of the European Parliament and of the Council of 23 June 2000 relating to cocoa and chocolate products intended for human consumption) — нормативный акт Европейского союза, которым в союзе регулируется порядок производства продуктов, содержащих какао, и шоколадных изделий, предназначенных для потребления людьми. Документ был принят 23 июня 2000 года в Брюсселе Европарламентом и Советом Европейского союза и вступил в силу 3 августа 2000 года.

## История создания
Проблема качества при производстве шоколадной продукции строго регламентируется законодательным органом ЕС. Такие страны как Великобритания, Дания, Ирландия и остальные для получения большей прибыли используют в производстве продуктов содержащих какао и шоколадных изделиях примеси, добавки. При этом, нормы Директивы ЕС 2000/36/EC разрешает им использовать не более 5 % жиров-эквивалентов какао-бобового масла, для всех остальных стран не членов ЕС этот порог составляет — 3 %. Более того, европейский законодатель установил правила, которыми регулируется наличие конкретных жирных кислот, температура плавления и кристаллизации, способ получения, а также названия растений, из которых можно получать такие жиры и списки составных частей в маркировке.
На данный момент ведутся споры относительно использования оливкового масла при производстве шоколада. Согласно Директиве 2000/36/ЕС шоколадом признается продукт «полученный из какао-продуктов и сахаров, который в соответствии с пунктом (b) содержит не менее 35 % общего сухого остатка какао, включая не менее 18 % какао-масла и не менее 14 % сухого обезжиренного остатка какао». Однако, итальянские исследователи в сфере пищевых технологий из Института наук о жизни The Institute города Пизы The Institute of Life Sciences in Pisa (англ. The Institute of Life Sciences in Pisa) и Университета Сиены (англ. University of Siena), под руководством доктора Россела ди Стефано (англ. Dr Rossella Di Stefano) настаивают на пользе использования оливкового масла в производстве шоколада.
По информации Французского центра по сертификации биологических продуктов (англ. France’s national certification for organic products) уровень качества шоколадной продукции вырос на столько, что девять из десяти французских потребителей употребляют исключительно органический шоколад.

## Характеристика документа

### Структура
- Преамбула (Whereas, состоит из п[8].1-17);
- Ст. 1-10 (Articles 1-17);
- Приложение I Наименования товаров, определения и характеристики продукции (Annex I Sales names, definitions and characteristics of the products);
- Приложение II Растительные жиры, указанные в Статье 2(1) (Annex II Vegetable fats referred to in article 2(1))[5][9].

### Задачи
В задачи Директивы 2000/36/ЕС входит чёткое определении таких понятий, как «шоколад», «молочный шоколад», «белый шоколад», а также установление порядка производства и сертификации продуктов содержащих какао и шоколадных изделий, предназначенных для употребления людьми.